# Hermann Vogel von Frommannshausen
Johannes Friedrich Hermann Ritter Vogel von Frommannshausen (* 1. August 1873 in Wien; † 11. Januar 1953 in Dresden) war ein Amtshauptmann in Sachsen.

## Leben
Ab 1902 war er im sächsischen Staatsdienst und war in den Amtshauptmannschaften Plauen, Marienberg, Döbeln und in der Kreishauptmannschaft in Leipzig in unterschiedlichen Positionen tätig.
In der Zeit von 1916 bis 1920 leitete er die Amtshauptmannschaft in Auerbach/Vogtl. Am 1. August 1920 wurde er feierlich in das Amt des Amtshauptmanns in Oschatz eingeführt. Dieses Amt bekleidete er bis zum 30. Juni 1934 und trat offiziell wegen eines Augenleidens in den Ruhestand.
In den Jahren 1924 bis 1930 war er Mitglied im Deutschen Evangelischen Kirchentag. Er war Gründungsmitglied und Vorsitzender des Dahlen-Belgerner Heidevereins, der sich von 1927 bis 1933 um die Pflege und Erschließung der Dahlener Heide auf sächsischer und preußischer Seite einsetzte.
Der am 28. August 1945 veröffentlichte Berliner Gründungsaufruf der Christlich-Demokratischen Union Deutschlands vom 26. Juni 1945 wurde von ihm mit unterzeichnet.
Bis zum Tod wohnte er mit seiner Frau Bertha Elisabeth Ritter Vogel von Frommannshausen, geborene Spangenberg, die 1967 verstarb, in der Dresdner Prellerstraße 13.